# Gentleman Babe
Pour plus de détails, voir Fiche technique et Distribution.
Gentleman Babe (The Babe), ou Babe, le Bambino au Québec, est un film américain de Arthur Hiller sorti en 1992. 

## Synopsis
Il relate la carrière du joueur de baseball Babe Ruth depuis son enfance jusqu'à sa retraite.

## Fiche technique
- Titre : Gentleman Babe
- Titre original : The Babe
- Réalisation : Arthur Hiller
- Scénario : John Fusco
- Musique : Elmer Bernstein
- Photographie : Haskell Wexler
- Montage : Robert C. Jones
- Production : John Fusco
- Société de production : Universal Pictures, Waterhorse Productions et Finnegan/Pinchuk Productions
- Société de distribution : Universal Pictures (États-Unis)
- Pays de production :  États-Unis
- Genre : Biopic et drame
- Durée : 115 minutes
- Date de sortie : 
  - États-Unis : 17 avril 1992

## Distribution
Légende : Version Québécoise = VQ
- John Goodman (VQ : Hubert Gagnon) : Babe Ruth
- Kelly McGillis (VQ : Claudie Verdant) : Clare Hodgson Ruth
- Trini Alvarado (VQ : Linda Roy) : Helen Woodford Ruth
- Bruce Boxleitner (VQ : Jean-Luc Montminy) : Joe Dugan
- Peter Donat : Harry Frazee
- James Cromwell (VQ : Benoît Marleau) : Frère Mathias
- Danny Goldring : Bill Carrigan
- J.C. Quinn (VQ : Jean-René Ouellet) : Jack Dunn
- Joe Ragno (VQ : Yvon Thiboutot) : Miller Huggins
- Richard Tyson (VQ : Pierre Auger) : Guy Bush
- Ralph Marrero : Ping
- Robert Swan (VQ : Mario Desmarais) : George Ruth Sr.
- Bernard Kates : Colonel Jack Ruppert
- Michael McGrady (VQ : Benoit Rousseau) : Lou Gehrig
- Stephen Caffrey : Johnny Sylvester
- Gene Ross (VQ : Yves Massicotte) : Frère Paul